# Melodifestivalen 2014
Das Melodifestivalen 2014 war der schwedische Vorentscheid für den Eurovision Song Contest 2014 in Kopenhagen (Dänemark). Es war die 54. Ausgabe des von der schwedischen Rundfunkanstalt SVT veranstalteten Wettbewerbs. Insgesamt dauerte der Wettbewerb vom 1. Februar 2014 bis zum 8. März 2014 an.
Gewonnen wurde der Wettbewerb von Sanna Nielsen mit ihrem Lied Undo, welches von David Kreuger, Fredrik Kempe und Hamed Pirouzpanah geschrieben wurde. Sie gewann allerdings nur mit zwei Punkten Vorsprung vor Ace Wilder, was den knappsten Sieg in der Geschichte des Melodifestivalens darstellte.

## Format

### Konzept
Zum dreizehnten Mal fanden die Halbfinals an verschiedenen Orten Schwedens statt. Es traten 32 Beiträge an, die auf vier Halbfinals verteilt wurden, sodass jeweils acht Beiträge pro Halbfinale vorgestellt wurden. Die Zuschauer entschieden in zwei Abstimmungsrunden, wer sich für das Finale qualifizierte und wer in der Andra Chansen (dt.: Zweite Chance) nochmals antreten durfte. In jedem Halbfinale qualifizierten sich die ersten beiden Beiträge mit den meisten Zuschauerstimmen direkt für das Finale. Diejenigen Beiträge, die Platz drei und vier belegten, traten ein zweites Mal in der Sendung Andra Chansen auf. Dort traten die Teilnehmer erneut in zwei Abstimmungsrunden gegeneinander an. Nach einer ersten Abstimmungsrunde wurden zwei Duelle festgelegt. Der Sieger der jeweiligen Duelle durfte dann ins Finale einziehen. Im Finale traten somit zehn Teilnehmer auf.

### Sendungen
| Göteborg |

| Malmö |

| Linköping |

| Lidköping |

| Örnsköldsvik |

| Stockholm |

| Sendung       | Sendedatum       | Stadt        | Austragungsort             | Zuschauer | Zuschauerstimmen (Televoting, SMS & App) |
| ------------- | ---------------- | ------------ | -------------------------- | --------- | ---------------------------------------- |
| Deltävling 1  | 01. Februar 2014 | Malmö        | Malmö Arena                | 3.405.000 | 0415.421                                 |
| Deltävling 2  | 08. Februar 2014 | Linköping    | Cloetta Center             | 3.070.000 | 0342.567                                 |
| Deltävling 3  | 15. Februar 2014 | Göteborg     | Scandinavium               | 3.050.000 | 0258.030                                 |
| Deltävling 4  | 22. Februar 2014 | Örnsköldsvik | Fjällräven Center          | 3.165.000 | 0318.155                                 |
| Andra Chansen | 01. März 2014    | Lidköping    | Sparbanken Lidköping Arena | 2.740.000 | 0746.752                                 |
| Finalen       | 08. März 2014    | Stockholm    | Friends Arena              | 3.302.000 | 1.192.360                                |

## Teilnehmer
Am 26. und 28. November 2013 wurden die 32 Teilnehmer des Melodifestivalen 2014 von SVT bekanntgegeben.

### Zurückkehrende Interpreten
12 Interpreten kehrten 2014 zum Wettbewerb zurück. Mit Martin Stenmarck und Sylvester Schlegel kehrten zwei ehemalige Sieger zurück.
| Interpret          | Vorheriges Teilnahmejahr                  |
| ------------------ | ----------------------------------------- |
| Alcazar            | 2003, 2005, 2009, 2010                    |
| Anton Ewald        | 2013                                      |
| Janet Leon         | 2013                                      |
| Jessica Folcker    | 2005, 2006                                |
| Linda Bengtzing    | 2005, 2006, 2008, 2011                    |
| Martin Stenmarck   | 2005                                      |
| Oscar Zia          | 2013 (als Begleitgesang für Behrang Miri) |
| Sanna Nielsen      | 2001, 2003, 2005, 2007, 2008, 2011        |
| Shirley Clamp      | 2003, 2004, 2005, 2009, 2011              |
| State of Drama     | 2013                                      |
| Sylvester Schlegel | 2007 (als Teil der Gruppe The Ark)        |
| Yohio              | 2013                                      |

*Fett-markierte Teilnahmejahre stehen für Sieger des Melodifestivalen.

## Halbfinale

### Erstes Halbfinale

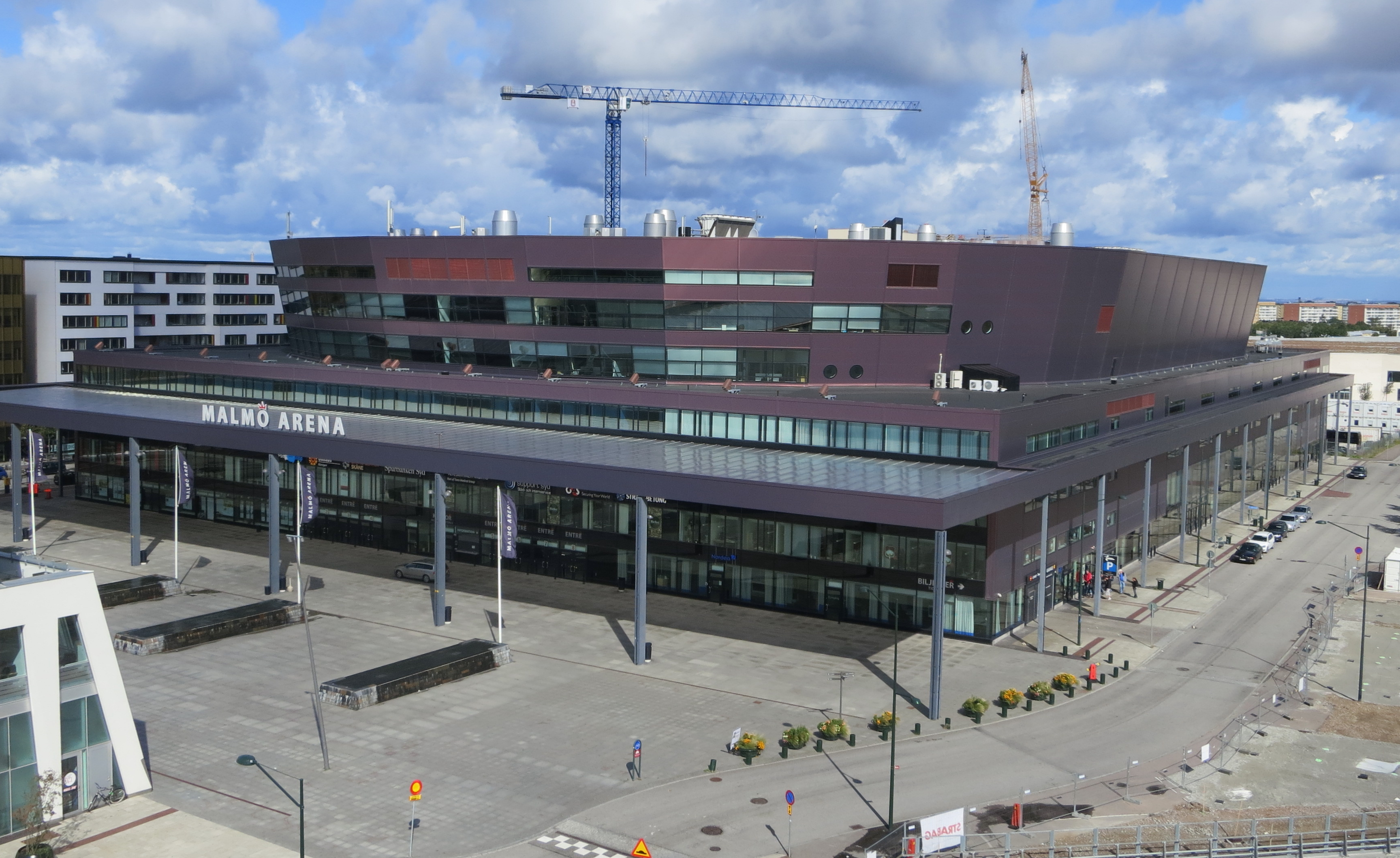
Malmö Arena

Das erste Halbfinale (Deltävling 1) fand am 1. Februar 2014, 20:00 Uhr (MEZ) in der Malmö Arena in Malmö statt.
| Platz | Startnr. | Interpret          | Lied Musik (M) und Text (T)                                                        | Sprache    | Übersetzung (Inoffiziell) | Zuschauerstimmen (Televoting, SMS & App) | Zuschauerstimmen (Televoting, SMS & App) | Zuschauerstimmen (Televoting, SMS & App) | Zuschauerstimmen (Televoting, SMS & App) |
| Platz | Startnr. | Interpret          | Lied Musik (M) und Text (T)                                                        | Sprache    | Übersetzung (Inoffiziell) | Runde 1                                  | Runde 2                                  | Gesamt                                   | %                                        |
| ----- | -------- | ------------------ | ---------------------------------------------------------------------------------- | ---------- | ------------------------- | ---------------------------------------- | ---------------------------------------- | ---------------------------------------- | ---------------------------------------- |
| 1.    | 1        | YOHIO              | To the End M/T: Andreas Johnson, Johan Lyander, Peter Kvint, Yohio                 | Englisch   | Bis zum Ende              | 55.826                                   | 61.393                                   | 117.219                                  | 28,22 %                                  |
| 2.    | 6        | Ellen Benediktson  | Songbird M: Johan Fransson, Tim Larsson, Tobias Lundgren; T: Sharon Vaughn         | Englisch   | Singvogel                 | 43.619                                   | 55.825                                   | 099.444                                  | 23,94 %                                  |
| 3.    | 8        | Helena Paparizou   | Survivor M: Bobby Ljunggren, Henrik Wikström, Karl-Ola Kjellholm; T: Sharon Vaughn | Englisch   | Überlebender              | 32.141                                   | 38.297                                   | 070.438                                  | 16,96 %                                  |
| 4.    | 3        | Linus Svenning     | Bröder M/T: Fredrik Kempe                                                          | Schwedisch | Brüder                    | 29.464                                   | 31.268                                   | 060.732                                  | 14,62 %                                  |
| 5.    | 4        | Elisa Lindström    | Casanova M: Bobby Ljunggren, Jimmy Jansson; T: Ingela „Pling“ Forsman              | Schwedisch | —                         | 18.143                                   | 19.171                                   | 037.314                                  | 08,98 %                                  |
| 6.    | 5        | Alvaro Estrella    | Bedroom M/T: Jakke Erixson, Jon Bordon, Loren Francis, Kristofer Östergren         | Englisch   | Schlafzimmer              | 14.386                                   | —                                        | 014.386                                  | 03,46 %                                  |
| 7.    | 2        | Mahan Moin         | Aleo M/T: Mahan Moin, Anderz Wrethov                                               | Englisch   | —                         | 06.943                                   | —                                        | 06.943                                   | 01,67 %                                  |
| 8.    | 7        | Sylvester Schlegel | Bygdens son M/T: Sylvester Schlegel                                                | Schwedisch | Der Sohn des Ortes        | 05.934                                   | —                                        | 05.934                                   | 01,43 %                                  |

 Kandidat hat sich für das Finale qualifiziert.
 Kandidat hat sich für die Andra Chansen qualifiziert.

### Zweites Halbfinale

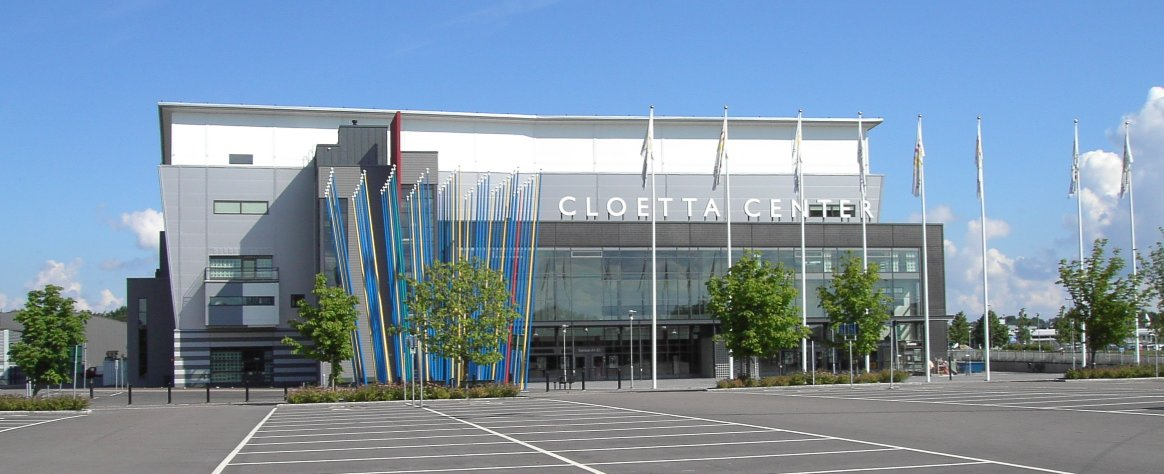
Cloetta Center

Das zweite Halbfinale (Deltävling 2) fand am 8. Februar 2014, 20:00 Uhr (MEZ) im Cloetta Center in Linköping statt.
| Platz | Startnr. | Interpret           | Lied Musik (M) und Text (T)                                                                      | Sprache    | Übersetzung (Inoffiziell)      | Zuschauerstimmen (Televoting, SMS & App) | Zuschauerstimmen (Televoting, SMS & App) | Zuschauerstimmen (Televoting, SMS & App) | Zuschauerstimmen (Televoting, SMS & App) |
| Platz | Startnr. | Interpret           | Lied Musik (M) und Text (T)                                                                      | Sprache    | Übersetzung (Inoffiziell)      | Runde 1                                  | Runde 2                                  | Gesamt                                   | %                                        |
| ----- | -------- | ------------------- | ------------------------------------------------------------------------------------------------ | ---------- | ------------------------------ | ---------------------------------------- | ---------------------------------------- | ---------------------------------------- | ---------------------------------------- |
| 1.    | 6        | Sanna Nielsen       | Undo M/T: Fredrik Kempe, David Kreuger, Hamed „K-One“ Pirouzpanah                                | Englisch   | Rückgängig machen              | 52.542                                   | 57.050                                   | 109.592                                  | 31,99 %                                  |
| 2.    | 4        | Panetoz             | Efter Solsken M/T: Johan Hirvi, Mats Lie Skåre, Nebeyu Baheru, Njol Badjie, Pa Modou Badjie      | Schwedisch | Nach dem Sonnenschein          | 25.986                                   | 31.415                                   | 057.401                                  | 16,76 %                                  |
| 3.    | 8        | Martin Stenmarck    | När änglarna går hem M/T: Andreas Öhrn, Alexander Bard, Martin Stenmarck, Peter Boström          | Schwedisch | Wenn die Engel nachhause gehen | 20.981                                   | 30.916                                   | 051.897                                  | 15,15 %                                  |
| 4.    | 1        | J.E.M.              | Love Trigger M/T: Thomas G:son, Peter Boström, Julimar „J-Son“ Santos                            | Englisch   | Liebesauslöser                 | 18.790                                   | 26.872                                   | 045.662                                  | 13,33 %                                  |
| 5.    | 2        | The Refreshments    | Hallelujah M/T: Joakim Arnell                                                                    | Englisch   | —                              | 18.417                                   | 19.234                                   | 037.651                                  | 10,99 %                                  |
| 6.    | 7        | Little Great Things | Set Yourself Free M/T: Charlie Grönvall, Cristoffer Wernqvist, Felix Grönvall, Adam Dahlström    | Englisch   | Befreie dich                   | 15.183                                   | —                                        | 015.183                                  | 04,43 %                                  |
| 7.    | 5        | Pink Pistols        | I am Somebody M/T: Joakim Törnqvist, Nestor Geli, Per Ivar Hed, Susie Päivärinta, Tord Bäckström | Englisch   | Ich bin jemand                 | 11.435                                   | —                                        | 011.435                                  | 03,34 %                                  |
| 8.    | 3        | Manda               | Glow M/T: Joy Deb, Linnea Deb, Melanie Wehbe, Charlie Mason                                      | Englisch   | Leuchte                        | 10.964                                   | —                                        | 010.964                                  | 03,20 %                                  |

 Kandidat hat sich für das Finale qualifiziert.
 Kandidat hat sich für die Andra Chansen qualifiziert.

### Drittes Halbfinale

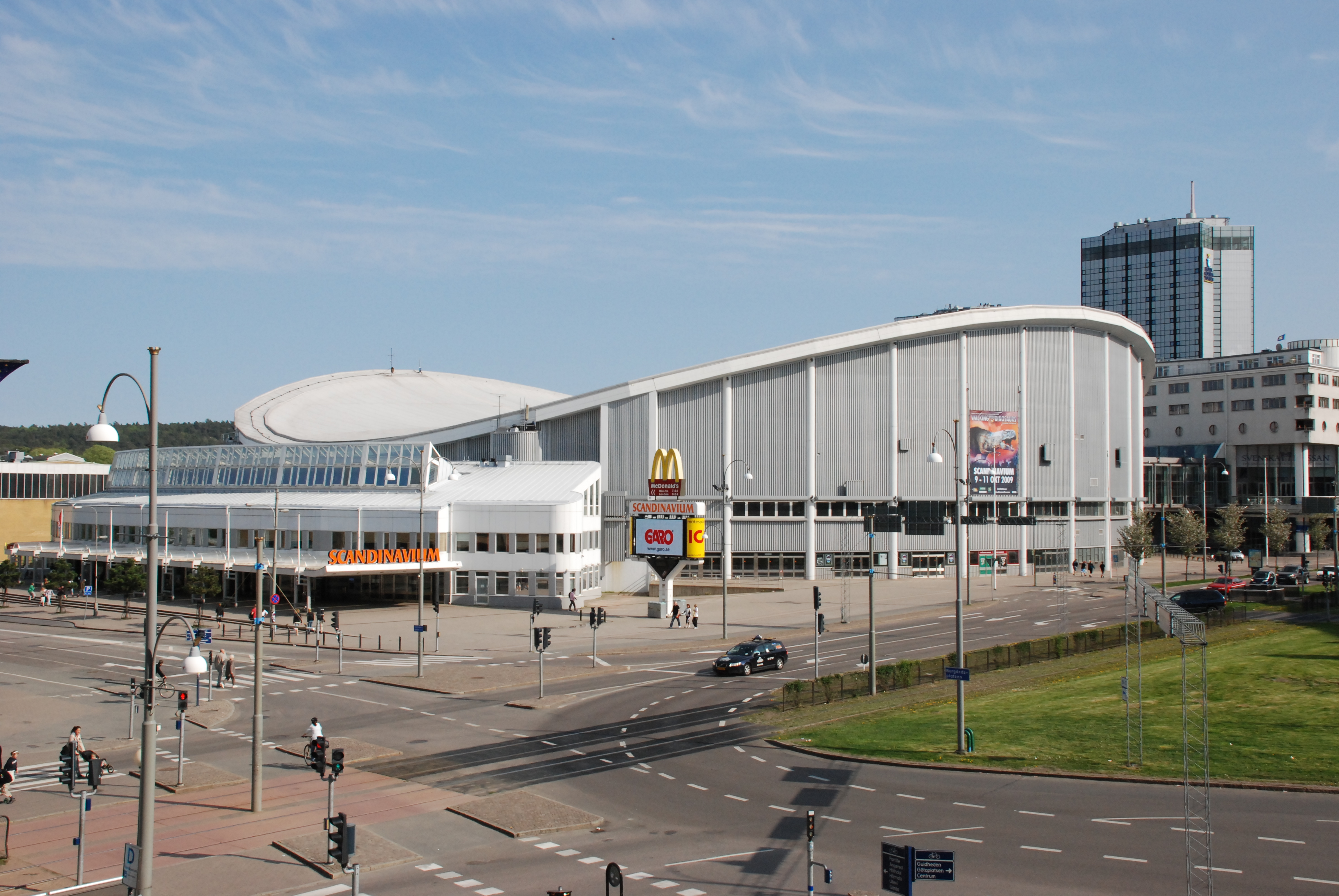
Scandinavium

Das dritte Halbfinale (Deltävling 3) fand am 15. Februar 2014, 20:00 Uhr (MEZ) im Scandinavium in Göteborg statt.
| Platz | Startnr. | Interpret                   | Lied Musik (M) und Text (T)                                                       | Sprache    | Übersetzung (Inoffiziell)      | Zuschauerstimmen (Televoting, SMS & App) | Zuschauerstimmen (Televoting, SMS & App) | Zuschauerstimmen (Televoting, SMS & App) | Zuschauerstimmen (Televoting, SMS & App) |
| Platz | Startnr. | Interpret                   | Lied Musik (M) und Text (T)                                                       | Sprache    | Übersetzung (Inoffiziell)      | Runde 1                                  | Runde 2                                  | Gesamt                                   | %                                        |
| ----- | -------- | --------------------------- | --------------------------------------------------------------------------------- | ---------- | ------------------------------ | ---------------------------------------- | ---------------------------------------- | ---------------------------------------- | ---------------------------------------- |
| 1.    | 3        | Oscar Zia                   | Yes We Can M/T: Fredrik Kempe, David Kreuger, Hamed „K-One“ Pirouzpanah           | Englisch   | Ja, wir können                 | 29.790                                   | 30.945                                   | 60.735                                   | 23,54 %                                  |
| 2.    | 7        | Ace Wilder                  | Busy Doin‘ Nothin‘ M/T: Linnea Deb, Joy Deb, Ace Wilder                           | Englisch   | Beschäftigt sein nichts zu tun | 19.105                                   | 24.599                                   | 43.704                                   | 16,94 %                                  |
| 3.    | 5        | State of Drama              | All We Are M/T: Göran Werner, Sanken Sandqvist, Emil Gullhamn, Sebastian Hallifax | Englisch   | Alles was wir sind             | 24.262                                   | 18.581                                   | 42.843                                   | 16,60 %                                  |
| 4.    | 1        | Outtrigger                  | Echo M/T: Joy Deb, Linnea Deb, Anton Malmberg Hård af Segerstad, Outtrigger       | Englisch   | Echo                           | 18.713                                   | 19.873                                   | 38.586                                   | 14,95 %                                  |
| 5.    | 8        | Dr. Alban & Jessica Folcker | Around The World M/T: Dr. Alban, Jakke Erixson, Karl-Ola Kjellholm                | Englisch   | Um die Welt herum              | 18.041                                   | 19.689                                   | 37.730                                   | 14,62 %                                  |
| 6.    | 6        | Shirley Clamp               | Burning Alive M/T: Bobby Ljunggren, Marcos Ubeda, Sharon Vaughn, Henrik Wikström  | Englisch   | Lebend brennend                | 12.617                                   | —                                        | 12.617                                   | 04,89 %                                  |
| 7.    | 6        | CajsaStina Åkerström        | En enkel sång M/T: CajsaStina Åkerström                                           | Schwedisch | Ein einfaches Lied             | 10.789                                   | —                                        | 10.789                                   | 04,18 %                                  |
| 8.    | 2        | EKO                         | Red M/T: Joy Deb, Linnea Deb, Anna Lidman, Hannes Lundberg, Michael Ottosson      | Englisch   | Rot                            | 09.053                                   | —                                        | 09.053                                   | 03,51 %                                  |

 Kandidat hat sich für das Finale qualifiziert.
 Kandidat hat sich für die Andra Chansen qualifiziert.

### Viertes Halbfinale

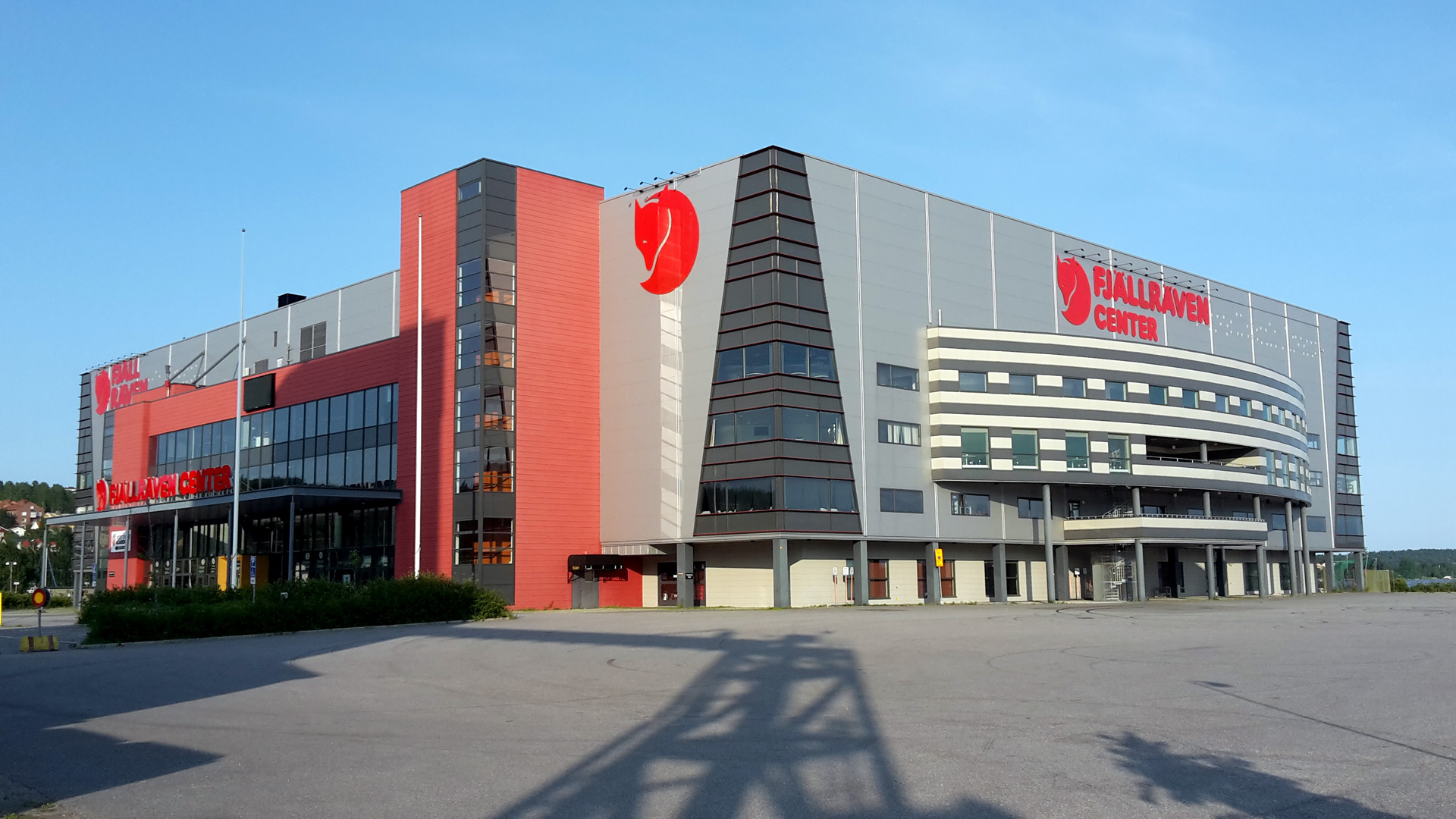
Fjällraven Center

Das vierte Halbfinale (Deltävling 4) fand am 22. Februar 2014, 20:00 Uhr (MEZ) im Fjällräven Center in Örnsköldsvik statt.
| Platz | Startnr. | Interpret       | Lied Musik (M) und Text (T)                                                                                           | Sprache    | Übersetzung (Inoffiziell)          | Zuschauerstimmen (Televoting, SMS & App) | Zuschauerstimmen (Televoting, SMS & App) | Zuschauerstimmen (Televoting, SMS & App) | Zuschauerstimmen (Televoting, SMS & App) |
| Platz | Startnr. | Interpret       | Lied Musik (M) und Text (T)                                                                                           | Sprache    | Übersetzung (Inoffiziell)          | Runde 1                                  | Runde 2                                  | Gesamt                                   | %                                        |
| ----- | -------- | --------------- | --- | ---------- | ---------------------------------- | ---------------------------------------- | ---------------------------------------- | ---------------------------------------- | ---------------------------------------- |
| 1.    | 1        | Alcazar         | Blame It On The Disco M/T: Fredrik Kempe, David Kreuger, Hamed „K-One“ Pirouzpanah                                    | Englisch   | Gib der Disko die Schuld           | 42.061                                   | 55.392                                   | 97.453                                   | 30,63 %                                  |
| 2.    | 8        | Anton Ewald     | Natural M/T: John Lundvik                                                                                             | Englisch   | Natürlich                          | 39.105                                   | 32.570                                   | 71.675                                   | 22,53 %                                  |
| 3.    | 7        | Ellinore Holmer | En himmelsk sång M: Åsa Schmalenbach, Josefina Sanner, Henrik Wikström, Amir Aly; T: Ellinore Holmer, Vanna Rosenberg | Schwedisch | Ein himmlisches Lied               | 21.411                                   | 24.465                                   | 45.876                                   | 14,42 %                                  |
| 4.    | 4        | Ammotrack       | Raise Your Hands M/T: Jari Kujansuu, Thomas Johansson, Calle Kindbom, Mikael de Bruin                                 | Englisch   | Erhebt eure Hände                  | 20.425                                   | 21.202                                   | 41.627                                   | 13,08 %                                  |
| 5.    | 6        | Linda Bengtzing | Ta mig M/T: Nicke Borg, Jojo Borg Larsson                                                                             | Schwedisch | Nimm mich                          | 15.239                                   | 15.861                                   | 31.100                                   | 09,77 %                                  |
| 6.    | 2        | I.D.A           | Fight Me If You Dare M/T: Albin Nicklasson, Nicklas Laine, Louise Frick Sveen                                         | Englisch   | Bekämpfe mich, wenn du dich traust | 10.578                                   | —                                        | 10.578                                   | 03,32 %                                  |
| 7.    | 5        | Josef Johansson | Hela natten M: Peter Boström, Thomas G:son; T: Josef Johansson, Jonas Lundblad, Peo Thyrén                            | Schwedisch | Die ganze Nacht                    | 09.953                                   | —                                        | 09.953                                   | 03,13 %                                  |
| 8.    | 3        | Janet Leon      | Hollow M/T: Karl-Ola Kjellholm, Jimmy Jansson, Louise Winter                                                          | Englisch   | Leere                              | 08.307                                   | —                                        | 08.307                                   | 02,61 %                                  |

 Kandidat hat sich für das Finale qualifiziert.
 Kandidat hat sich für die Andra Chansen qualifiziert.

## Andra Chansen

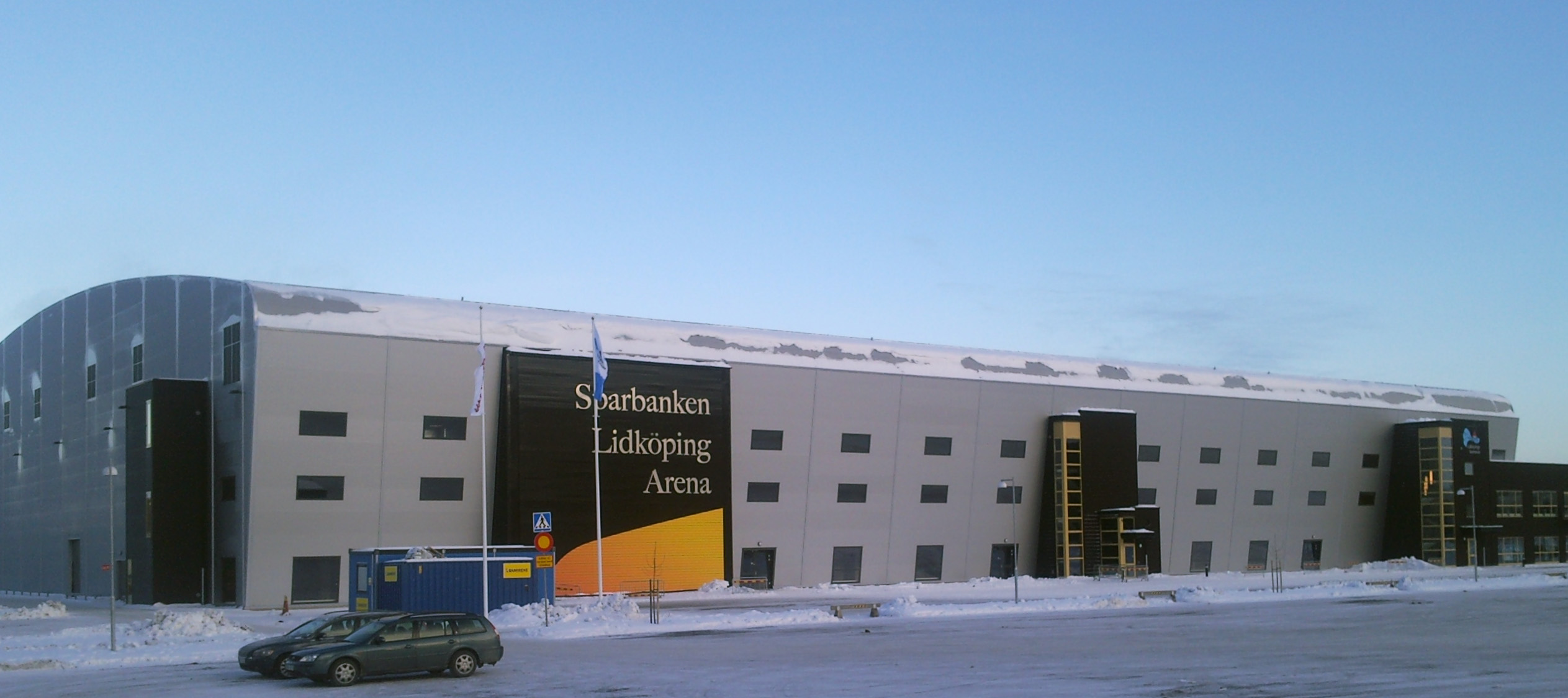
Sparbanken Lidköping Arena

Die Zweite-Runde (Andra Chansen) fand am 1. März 2014 um 20:00 Uhr (MEZ) in der Sparbanken Lidköping Arena in Lidköping statt.
Nach zwei Abstimmungsrunden standen vier Teilnehmer fest, die auf zwei Duelle aufgeteilt wurden. Die jeweiligen Sieger dieser Duelle qualifizierten sich für das Finale.
| Platz | Startnr. | Interpret        | Lied Musik (M) und Text (T)                                                                                           | Sprache    | Übersetzung (Inoffiziell)      | Zuschauerstimmen (Televoting, SMS & App) | Zuschauerstimmen (Televoting, SMS & App) | Zuschauerstimmen (Televoting, SMS & App) | Zuschauerstimmen (Televoting, SMS & App) |
| Platz | Startnr. | Interpret        | Lied Musik (M) und Text (T)                                                                                           | Sprache    | Übersetzung (Inoffiziell)      | Runde 1                                  | Runde 2                                  | Gesamt                                   | %                                        |
| ----- | -------- | ---------------- | --- | ---------- | ------------------------------ | ---------------------------------------- | ---------------------------------------- | ---------------------------------------- | ---------------------------------------- |
| 1.    | 2        | Linus Svenning   | Bröder M/T: Fredrik Kempe                                                                                             | Schwedisch | Brüder                         | 45.657                                   | 49.295                                   | 94.952                                   | 22,64 %                                  |
| 2.    | 7        | Helena Paparizou | Survivor M/T: Bobby Ljunggren, Henrik Wikström, Karl-Ola Kjellholm, Sharon Vaughn                                     | Englisch   | Überlebender                   | 47.161                                   | 44.411                                   | 91.572                                   | 21,84 %                                  |
| 3.    | 8        | Outtrigger       | Echo M/T: Joy Deb, Linnea Deb, Anton Malmberg Hård af Segerstad, Outtrigger                                           | Englisch   | Echo                           | 33.876                                   | 27.083                                   | 60.959                                   | 14,54 %                                  |
| 4.    | 6        | Martin Stenmarck | När änglarna går hem M/T: Andreas Öhrn, Alexander Bard, Martin Stenmarck, Peter Boström                               | Schwedisch | Wenn die Engel nachhause gehen | 30.681                                   | 26.366                                   | 57.047                                   | 13,60 %                                  |
| 5.    | 4        | State of Drama   | All We Are M/T: Göran Werner, Sanken Sandqvist, Emil Gullhamn, Sebastian Hallifax                                     | Englisch   | Alles was wir sind             | 29.352                                   | 22.150                                   | 51.502                                   | 12,28 %                                  |
| 6.    | 3        | J.E.M.           | Love Trigger M/T: Thomas G:son, Peter Boström, Julimar „J-Son“ Santos                                                 | Englisch   | Liebesauslöser                 | 28.626                                   | —                                        | 28.626                                   | 06,83 %                                  |
| 7.    | 5        | Ellinore Holmer  | En himmelsk sång M: Åsa Schmalenbach, Josefina Sanner, Henrik Wikström, Amir Aly; T: Ellinore Holmer, Vanna Rosenberg | Schwedisch | Ein himmlisches Lied           | 17.685                                   | —                                        | 17.685                                   | 04,21 %                                  |
| 8.    | 1        | Ammotrack        | Raise Your Hands M/T: Jari Kujansuu, Thomas Johansson, Calle Kindbom, Mikael de Bruin                                 | Englisch   | Erhebt eure Hände              | 16.998                                   | —                                        | 16.998                                   | 04,05 %                                  |

|  | Duelle                                  |                         |  | Finale |
|  |                                         |                         |  |        |
|  |                                         |                         |  |        |
|  |                                         |                         |  |        |
|  | Outtrigger – Echo                       |                         |  |        |
|  |                                         |                         |  |        |
|  | Helena Paparizou – Survivor             |                         |  |        |
|  | Helena Paparizou – Survivor             |                         |  |        |
|  |                                         |                         |  |        |
|  |                                         | Linus Svenning – Bröder |  |        |
|  | Linus Svenning – Bröder                 |                         |  |        |
|  |                                         |                         |  |        |
|  | Martin Stenmarck – När änglarna går hem |                         |  |        |

 Kandidat hat sich für das Finale qualifiziert.

## Finale

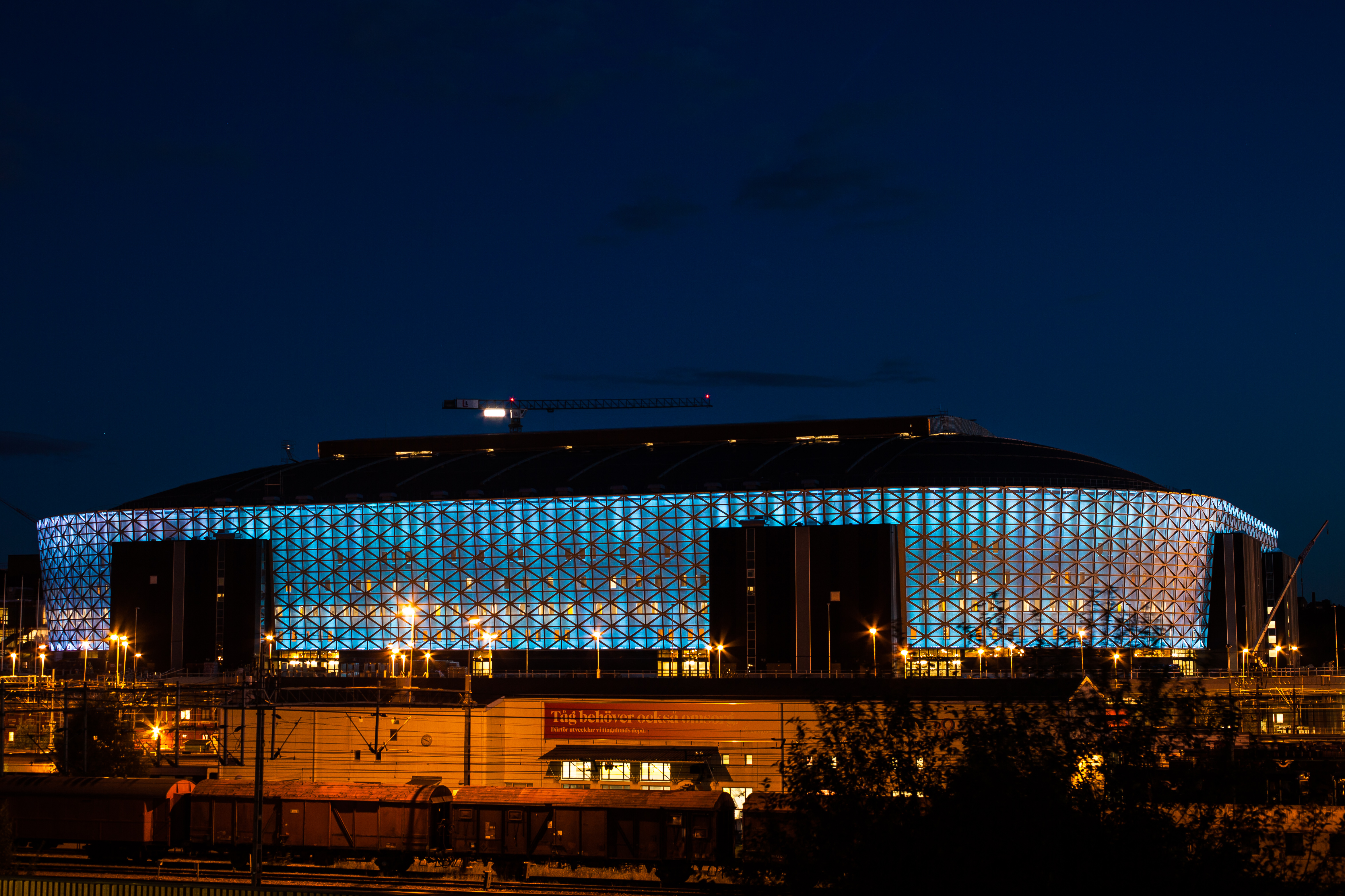
Friends Arena

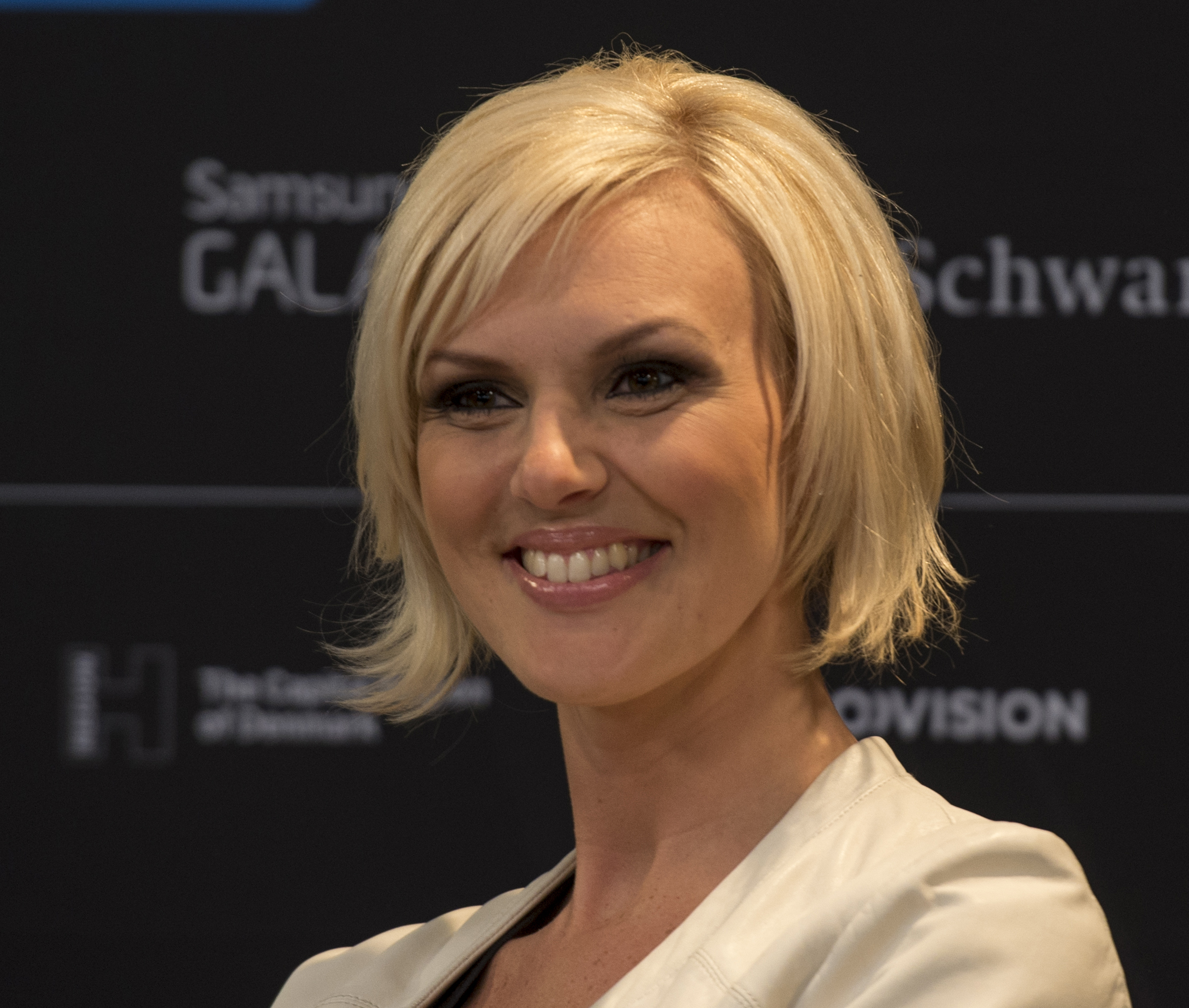
Die Gewinnerin der schwedischen Vorentscheidung: Sanna Nielsen

Das Finale (Finalen) fand am 8. März 2014 um 20:00 Uhr (MEZ) in der Friends Arena in Stockholm statt.
| Platz | Startnr. | Interpret         | Lied Musik (M) und Text (T)                                                                 | Sprache    | IT | DE | IS | FR | NL | MT | RU | GB | EE | ES | DK | Jury Gesamt | Zuschauerstimmen (Televoting, SMS & App) | Zuschauerstimmen (Televoting, SMS & App) | Zuschauerstimmen (Televoting, SMS & App) | Gesamt |
| Platz | Startnr. | Interpret         | Lied Musik (M) und Text (T)                                                                 | Sprache    | IT | DE | IS | FR | NL | MT | RU | GB | EE | ES | DK | Jury Gesamt | Stimmen                                  | %                                        | Punkte                                   | Gesamt |
| --- | -------- | ----------------- | ------------------------------------------------------------------------------------------- | ---------- | -- | -- | -- | -- | -- | -- | -- | -- | -- | -- | -- | ----------- | ---------------------------------------- | ---------------------------------------- | ---------------------------------------- | ------ |
| 01. | 8        | Sanna Nielsen     | Undo M/T: Fredrik Kempe, David Kreuger, Hamed „K-One“ Pirouzpanah                           | Englisch   | 8  | 10 | 10 | 10 | 4  | 10 | 8  | 6  | 6  | 12 | 6  | 90          | 307.788                                  | 25,8 %                                   | 122                                      | 212    |
| 02. | 10       | Ace Wilder        | Busy Doin‘ Nothin‘ M/T: Linnea Deb, Joy Deb, Ace Wilder                                     | Englisch   | 12 | –  | 12 | 8  | 12 | 1  | 12 | 10 | 10 | 8  | 12 | 97          | 283.831                                  | 23,8 %                                   | 113                                      | 210    |
| 03. | 3        | Alcazar           | Blame It On The Disco M/T: Fredrik Kempe, David Kreuger, Hamed „K-One“ Pirouzpanah          | Englisch   | 10 | 8  | 8  | 12 | 6  | 6  | –  | 12 | –  | –  | –  | 62          | 120.654                                  | 10,1 %                                   | 048                                      | 110    |
| 04. | 6        | Helena Paparizou  | Survivor M/T: Bobby Ljunggren, Henrik Wikström, Karl-Ola Kjellholm, Sharon Vaughn           | Englisch   | 2  | 6  | 6  | 4  | 2  | 12 | 1  | 4  | 2  | 10 | 8  | 57          | 67.366                                   | 5,6 %                                    | 027                                      | 084    |
| 05. | 5        | Linus Svenning    | Bröder M/T: Fredrik Kempe                                                                   | Schwedisch | –  | 12 | 2  | 6  | 1  | –  | 10 | 1  | 12 | –  | 2  | 46          | 93.974                                   | 7,9 %                                    | 037                                      | 083    |
| 06. | 7        | Yohio             | To The End M/T: Andreas Johnson, Johan Lyander, Peter Kvint, Yohio                          | Englisch   | 1  | –  | 4  | 2  | –  | 4  | 6  | –  | 8  | 4  | 10 | 39          | 109.363                                  | 9,3 %                                    | 043                                      | 082    |
| 07. | 2        | Ellen Benediktson | Songbird M/T: Sharon Vaughn, Johan Fransson, Tim Larsson, Tobias Lundgren                   | Englisch   | 6  | 4  | –  | 1  | 10 | –  | 2  | 2  | 4  | 2  | –  | 31          | 75.748                                   | 6,4 %                                    | 030                                      | 061    |
| 08. | 4        | Oscar Zia         | Yes We Can M/T: Fredrik Kempe, David Kreuger, Hamed „K-One“ Pirouzpanah                     | Englisch   | 4  | 1  | –  | –  | –  | 8  | 4  | 8  | –  | 6  | 1  | 32          | 52.844                                   | 4,3 %                                    | 021                                      | 053    |
| 09. | 9        | Panetoz           | Efter Solsken M/T: Johan Hirvi, Mats Lie Skåre, Nebeyu Baheru, Njol Badjie, Pa Modou Badjie | Schwedisch | –  | 2  | –  | –  | 8  | –  | –  | –  | 1  | –  | 4  | 15          | 45.614                                   | 3,8 %                                    | 018                                      | 033    |
| 10. | 1        | Anton Ewald       | Natural M/T: John Lundvik                                                                   | Englisch   | –  | –  | 1  | –  | –  | 2  | –  | –  | –  | 1  | –  | 4           | 35.208                                   | 3,0 %                                    | 014                                      | 018    |
| Jury-Punktesprecher |          |                   |                                                                                             |            |    |    |    |    |    |    |    |    |    |    |    |             |                                          |                                          |                                          |        |
| - – Nicola Caligiore - – Torsten Amarell - – Alon Amir - – Bruno Berberes - – Kees van der Brucht - – Anna Dalli - – Jurij Aksiuta - – Simon Proctor - – Mart Normet - – Federico Llano Sabuguerio - – Sofia Helin |          |                   |                                                                                             |            |    |    |    |    |    |    |    |    |    |    |    |             |                                          |                                          |                                          |        |